# کیم هه ری
کیم هه ری (کره‌ای: 김혜리؛ زادهٔ ۲۳ دسامبر ۱۹۶۹ ) بازیگر اهل کره جنوبی است..

## مجموعه تلویزیونی
- ۱۹۹۲ احساس مالکیت
- ۱۹۹۶ جو گوانگ جو (ملکه دان‌گیونگ)
- ۱۹۹۶ اشک های اژدها (بانو هیو همسر امپراتور ته‌جو)
- ۱۹۹۸ پادشاه و ملکه (یانگ هه بین)
- ۲۰۰۰  ته‌جو وانگ گون (ملکه کانگ یون هوا)
- ۲۰۰۳ همسر پادشاه (دونگ جونگ وول)
- ۲۰۰۵ شین دون (ملکه کی)
- ۲۰۰۸ سرزمین بادها (بانو میو)
- ۲۰۱۴ عاشقان موسیقی
- ۲۰۱۶ سیندرلا و چهار شوالیه
- ۲۰۱۷ قوی‌ترین پیک
- ۲۰۱۷ عشق قطره قطره